# Ponte trasportatore Widnes-Runcorn
Il ponte trasportatore Widnes-Runcorn (Widnes-Runcorn Transporter Bridge in inglese) era un ponte trasportatore che attraversava il fiume Mersey e il canale marittimo di Manchester ed univa le località di Runcorn e Widnes.

## Storia
All'inizio del XX secolo l'unico mezzo per attraversare il fiume Mersey a Runcorn Gap era il ponte ferroviario di Runcorn (che aveva anche una passerella pedonale) o utilizzando un traghetto (una barca a remi). Nel 1890 fu completato costruito il canale marittimo di Manchester e questo significava che il viaggio in traghetto si sarebbe dovuto effettuare in due tappe, con uno scavalcamento del muro del canale tra le tappe. Si rendeva necessaria quindi la costruzione di un ponte stradale che sarebbe dovuto passare abbastanza in alto sul canale da consentire il passaggio delle navi oceaniche. Tuttavia il costo di questa operazione venne ritenuto proibitivo.
Nel 1899 fu fondata la Widnes & Runcorn Bridge Company sotto la presidenza di Sir John Brunner per indagare sulle opzioni. La loro decisione è stata quella di costruire un ponte teletrasporto. Questo sarebbe più economico di un ponte di tipo ortodosso e il passaggio del carro trasportatore potrebbe essere programmato per consentire il passaggio delle navi. L'approvazione parlamentare era già stata ottenuta per un ponte trasportatore sul fiume Usk a Newport, nel Galles. 
Nel 1900 fu approvata una legge del Parlamento che autorizzava la costruzione del ponte e chiudeva il traghetto. Fu progettato da John Webster e John Wood. La costruzione iniziò nel dicembre 1901 e fu completata nel 1905. Il costo era di £ 130.000 (equivalenti a £ 14.850.000 nel 2021). Il ponte trasportatore fu inaugurato da Sir John Brunner il 29 maggio 1905. Al momento della sua realizzazione era il primo ponte trasportatore della Gran Bretagna e il più grande del suo genere mai costruito al mondo.
Negli anni successivi si verificarono problemi sia con il funzionamento del ponte che con le sue finanze. La società non riuscì a rientrare delle spese e nel 1911 fu venduta alla Widnes Corporation. Nel corso degli anni furono apportati diversi miglioramenti al ponte. Nei suoi ultimi anni furono effettuati 49.000 viaggi all'anno, trasportando 280.000 auto, 145.000 veicoli commerciali e oltre 2 milioni di passeggeri. Tuttavia la struttura era inadeguata ai crescenti volumi di traffico, inoltre le sue condizioni si stavano progressivamente deteriorando. Fu decisa quindi la costruzione di un ponte stradale aperto il 21 luglio 1961. Il ponte trasportatore chiuse il giorno successivo e fu successivamente demolito.

## Descrizione
I due piloni erano alti 55 m e la distanza tra loro coperta da una capriata era di 300 m. Il peso dei cavi che sospendevano la trave era di 250 tonnellate. La parte inferiore della trave si trovava a 25 m sopra il livello dell'acqua alta. Il carro trasportatore era lungo 17 m largo 7,5 m ed era progettato per trasportare 4 carri agricoli a doppio traino e 300 passeggeri. Il fondo della navicella era a 3,7 m sopra il livello dell'acqua alta e superava il muro del canale della nave di 1,4 m. Era sospeso a un carrello mobile lungo 23 m. In condizioni di tempo e carico ragionevoli il viaggio è durava 2,5 minuti. Il conduttore si trovava in una cabina sopra l'auto da cui aveva una visuale ininterrotta in tutte le direzioni. Una fune metallica senza fine, trainata da un argano alloggiato nella centrale elettrica, ha fornito l'energia per spostare il carrello attraverso il fiume Mersey. L'argano sul lato Widnes trainava il carrello verso Widnes e Runcorn a turno. Furono costruite strade di accesso di 98 m sul lato di Widnes e 140 m sul lato di Runcorn.

## Il ponte oggi
Restano visibili i due accessi al ponte del trasportatore in fondo a Waterloo Road a Runcorn e a Mersey Road a Widnes. Sul lato di Widnes rimane anche la centrale elettrica che è stato dichiarato monumento classificato di grado II dall'English Heritage. Anche il Transporter Building, l'ex edificio per uffici, rimane nelle vicinanze in Mersey Road.